# Kaia Gulsvik
Kaia Gulsvik (1988) è un'ex sciatrice alpina norvegese.

## Biografia
Attiva in gare FIS dal novembre del 2003, in Coppa Europa la Gulsvik esordì il 21 gennaio 2004 a Innerkrems in discesa libera (66ª) e ottenne il miglior piazzamento il 18 febbraio successivo a Rogla in slalom speciale (34ª), alla sua ultima gara nel circuito. Si ritirò al termine della stagione 2006-2007 e la sua ultima gara fu lo slalom speciale dei Campionati norvegesi 2007, disputato il 27 marzo a Bjorli e non completato dalla Gulsvik; in carriera non debuttò in Coppa del Mondo né prese parte a rassegne olimpiche o iridate.

## Palmarès

### Campionati norvegesi
- 3 medaglie:
  - 1 argento (combinata[senza fonte] nel 2004)
  - 2 bronzi (slalom speciale nel 2004; supergigante nel 2006)